# 數碼寶貝04無限地帶角色列表
数码宝贝04无限地带角色列表 是日本东映动画于2002年-2003年制作的第四作电视动画《數碼寶貝04無限地帶》的登场人物和数码兽一览表。

## 登場角色

### 主角群
神原拓也（かんばら たくや，Kanbara Takuya）（聲：竹內順子／香港：袁淑珍（無綫電視台）、黃鳳英（電影版）、陳安瑩（VCD版）／台灣：王瑞芹）
本作品男主角之一，男一号。
冲动性格的小学五年級生，11岁。棕色俏髮、紅褐色眼瞳。不太擅長料理。與歷代前作主角八神太一、本宮大輔、松田啟人等一樣佩戴着護目鏡、喜歡踢足球，但性格相比下較鲁莽許多，服飾以紅色為主色。
在家中和母親（神原由利子）和弟弟（神原信也）等待父親（神原宏明）回家、一同準備為弟弟慶生時手機收到數碼世界的神秘电子邮件。冰見友樹與自己的弟弟年紀相仿，故會視友樹為親弟弟般照顧。有時會和織本泉鬥嘴，與源輝二及柴山純平意見分歧。
在第22話曾以野火獸（フレイモン）的姿態返回鏡像現實世界。
扫描敌人时的固定台词是「污秽邪恶的灵魂啊，让我用这数码器净化你吧！」（汚れた悪の魂よ、このデジヴァイスが浄化する！）
在数码宝贝合体战争第68（黑影姿態）、78、79话再次登場和伙伴们【超時空進化】须佐之男兽。
後日談廣播劇講述高中畢業後準備參加意大利盃（Coppa Italia），並向小泉學習意大利语。
- 【炎】

野火獸（フレイモン）【混合体】
火神獸失去力量，變成了半人半獸模樣的數碼獸。缺少了數碼獸本來所具有的「戰鬥本能」，由此喪失了力量。但是，因為繼承了擁有終極力量的傳說中十鬥士的戰魂，所以即使失去了力量，普通的成熟期級數碼獸也不能與其競爭。要說的話，他兼具只屬於數碼獸的溫柔，和像成長期數碼獸那樣頑皮的一部分。必殺技是打出火焰光環的「小型火龍」。
火神獸（アグニモン）【混合体】
原名Agnimon，火屬性的人形态戰魂，是一隻龍人型的数码兽。利用混合火焰的格鬥技術作為戰鬥手段的鬥士。
第1话拓也於火焰之都尋獲其戰魂並進化為火神獸。
炎龍獸（ヴリトラモン）【混合体】
原名Vritramon，火屬性的獸形态戰魂，是一隻飛龍型的数码兽。源自於英文Vritra，早期吠陀神話中的阿修羅神族的巨蛇那伽有點像古代暴龍獸。它繼承了古代暴龍獸的頭盔，但它是直立的。利用強大的烈焰及高火力機槍作為戰鬥手段的鬥士。
第11话薩滿獸意外接觸了於神殿中覺醒的炎龍獸戰魂而失控暴走，後來第12话火神獸利用暴龍機淨化後轉移進化成炎龍獸並不分敵我的進行攻擊，最後因友樹的喊話而清醒並成功控制住戰魂的獸性。
火龍獸（アルダモン）【混合体】
被赐予炽天使兽的力量，由火神獸和炎龍獸【雙重武裝/融合進化】而成的，所以它有兩者的特徵，上半身和火神獸一樣，下半身則像炎龍獸，同時有炎龍獸的槍炮和雙翼。
凱撒暴龍獸（カイゼルグレイモン）【混合体】
被赐予座天使兽的力量，由拓也取得［炎］、［風］、［冰］、［土］、［木］數碼鬥魂，再【究極進化】而成。
须佐之男兽（スサノオモン）【究极体】
原名Susanoomon，源自於日本神話中的武神‧須佐之男。拥有十大数码鬥魂［炎］、［風］、［冰］、［土］、［木］、［光］、［雷］、［闇］、［鋼］、［水］。特徵有點像奧米加獸，都是兩隻強大数码兽的合體，由凱撒暴龍獸和鎧甲加魯魯獸【超時空進化】而成，有破壞和創建數碼世界的能力。顺带一提，他是主人公的进化形态中唯一一个非混合体而是究极体。
源輝二（みなもと こうじ，Minamoto Kouji）（聲：神谷浩史／香港：梁偉德（無綫電視版）、何偉誠（VCD版）／台灣：詹雅菁）
本作品男主角之一，男二号。
冷漠性格的小学五年級生，11岁。不太擅長料理。
與数码兽大冒险男二号石田大和性格相似。
動畫初期總喜歡離隊單獨行动。父母在幼時离婚，於三年後父亲（源輝成）另娶新妻（源里美），但是輝二從未稱呼過這位繼母為「母親」，在花店準備買花束以祝賀繼母與父親的結婚紀念日，手機收到數碼世界的神秘电子邮件。在数码兽世界與暗黑獸交手時浮現和自己樣貌相似的少年、產生困惑，在打敗闇之鬥士後第一次遇見自己的雙胞胎哥哥，木村輝一，在家長的隱瞞下以前並未意識到哥哥的存在，並誤以為親生母親（木村朋子）已過世。
於動畫中為第一名找到獸形态戰魂。
扫描敌人时的固定台词是「在黑暗中蠢蠢欲动的灵魂啊，接受神圣之光的净化吧！」（闇に蠢く魂よ、聖なる光で浄化する！）
在数码宝贝合体战争第78话以野狼獸姿態再次登場和神原拓也【超時空進化】须佐之男兽。
後日談廣播劇提到輝二準備環遊世界，並向輝一交待家事。
- 【光】

流光獸（ストラビモン）【混合体】
野狼獸的力量減半，變成了半人半獸模樣的數碼獸。與同是半人半獸的野火獸所不同並沒有喪失「戰鬥本能」，所以有少許兇暴的一面。因此雖然樣子是成長期的數碼獸，但有時也會兇暴到連成熟期對手也拿他沒辦法。與野火獸一樣，雖說力量下降了，但成熟期級別的數碼獸也不能與其競爭吧。必殺技是用閃耀著光輝的雙手之爪切開對手的「光之爪」。
野狼獸（ヴォルフモン）【混合体】
原名Wolfmon，光屬性的人形态戰魂，是一隻狼人型的数码兽，源自於英文Wolf，「野狼」之意。
第2话輝二於火焰之都尋獲其戰魂並進化為野狼獸。
銀狼獸（ガルムモン）【混合体】
原名Garmmon，光屬性的獸形态戰魂，是一隻狼型的数码兽，源自於北歐神話的地獄守門犬‧Garm。樣貌很像鋼鐵加魯魯兽，甚至可說它外貌的靈感來自鋼鐵加魯魯兽，但對比鋼鐵加魯魯兽，它的腳是有輪子，雙翼也可進行切割，樣貌更似一部機器。但不能像鋼鐵加魯魯兽般在空中飛翔。
第10话輝二得到礦石獸的幫助下破解了三尊刻有「光」字圖騰的石像機關而尋獲其戰魂並進化為銀狼獸。
戰狼獸（ベオウルフモン）【混合體】
原名Beowulfmon，源自於北歐史詩「貝奧武夫」的同名主角。
被赐予炽天使兽的力量，由野狼獸和銀狼獸【雙重武裝/融合進化】而成的。
鎧甲加魯魯獸（マグナガルルモン）【混合体】
被赐予座天使兽的力量，由輝二取得［光］、［雷］、［闇］、［鋼］、［水］數碼鬥魂，再【究極進化】而成的。
须佐之男兽（スサノオモン）【究极体】
請參照神原拓也的须佐之男兽條目。
織本泉（おりもと いずみ，Orimoto Izumi）（聲：石毛佐和／香港：鄭麗麗／台灣：謝佼娟）
本作中唯一一位女主角，在數碼世界時常利用自己的美色來博得好色數碼獸的禮讓。
一年前从意大利返回的归国子女，小学五年級生，11岁。对话的时候喜欢夹杂意大利语。虽然基本上属于逞强争胜的性格，但同时也兼具女孩子的善良。因为归国子女的理由被同班同学保持距离、不愿与他人合作又被疏远，因此不合群而陷入孤独。
有時與神原拓也想法分歧，在第46話拓也正要說出對小泉的感受時語塞，兩人氣氛瞬間尷尬、面紅，與對柴山純平態度行成強烈對比。
動畫未安排融合進化成喷射西尔芙兽。
扫描敌人时的固定台词是「搭乘着凉爽的风，让我用这数码器净化你美丽纯洁的心吧！」（爽やかな風に乗せ、このデジヴァイスが美しくピュアな心に浄化する！）
後日談廣播劇講述小泉成為平面模特，但並未決定好上哪所大學。是夥伴中第一個知道拓也要去意大利踢足球的人。
- 【風】

叮克獸（ティンカーモン）【混合体】
風神獸失去力量，變成了半人半獸模樣的數碼獸。缺少了數碼獸本來所具有的「戰鬥本能」，由此喪失了力量。但是，因為繼承了擁有終極力量的傳說中十鬥士的戰魂，所以即使失去了力量，普通的成熟期級數碼獸也不能與其競爭。要說的話，他兼具只屬於數碼獸的溫柔，和像成長期數碼獸那樣頑皮的一部分。必殺技是從毒叉裡施放速效性幻覺劑「速入惡夢」。
仙女獸（フェアリモン）【混合体】
風屬性的人形态戰魂，是一隻妖精型的数码兽。以速度及自由操縱風見稱。可在空中飛翔，擔任同伴的飛行交通工具、偵查事物。
第4话小泉於花拉獸村落的大樹中尋獲其戰魂並進化為仙女獸。
風神獸（シューツモン）
風屬性的獸形态戰魂，是一隻鳥人型的数码兽。可在空中飛翔，擔任同伴的飛行交通工具、偵查事物。
第16话小泉進化成仙女獸於哥瑪島入口的漩渦群上與娜娜獸激戰期間被打落漩渦，因而尋獲位於漩渦底部扇貝內的戰魂並進化為風神獸。值得一提的是小泉初次進化時不如其他四名男生以及對立的卡瑪拉獸一樣會有無法控制獸形态戰魂而失控的問題。
喷射西尔芙兽（ジェットシルフィーモン）
是由仙女獸和風神獸【雙重武裝/融合進化】而成的。
柴山純平（しばやま じゅんぺい，Shibayama Junpei）（聲：四反田邁克爾／香港：陳卓智／台灣：于正昇）
本作品男主角之一。
是主角群中年齡最大，12岁，小学六年級生。富有人家的獨生子，體型微胖。
身穿藍色黃邊底色的連身服及運動鞋，國字臉。
觀察稍敏銳，喜歡工程設計、思考公式，但在作戰中仍派不上用場。
懼怕閃電與雷聲，但變身成電光獸和雷光獸時能對雷電運用自如。
口袋內的巧克力存量不明，本作數碼獸貌似都很喜歡吃人類世界的巧克力。在來到數碼世界前，不太擅長處理同儕間的人際關係，只會使用巧克力等物質品來拉進同儕間的距離，事後發現不是真正的友情而感到沮喪難過。動畫前期因看見同伴漸漸都拿到人形态鬥士（甚至以為仙女獸是他的人形态鬥士，拿出數碼掃描器正準備掃描，結果反而從他旁邊飄向織本泉），可以擔任同伴可靠的戰鬥力，令他灰心不已。在拿到電光獸人形态鬥士並經歷了不少歷練與同伴們的互動，漸漸揮去負面想法、並學會真誠的同儕互動。
擅長變魔術，曾在冰見友樹心情低落時變魔術逗他開心。對織本泉很有好感，但小泉回應不太領情，動畫後期時常嫌純平太胖、要減肥。有時亦會和神原拓也的想法起爭執。
動畫未安排融合進化成犀甲獨角仙獸。
扫描敌人时的固定台词是「被邪恶污染的灵魂啊，让我用雷鸣净化你吧！」（悪に染まりし魂を、我が雷が浄化する！）
在数码宝贝合体战争第78话以電光獸黑影的樣子對付「邪惡的存在」（僅在時鐘爺爺的對話中出現）。
後日談廣播劇講述已經是音樂大學一年級生，依然在暗戀小泉。
- 【雷】

小獨角仙獸（コカブテリモン）【混合体】
原名Kokabuterimon，源自於日語【子（コ）】小，日語【カブトムシ】獨角仙。身材短小，卻很有力氣的昆蟲型數碼獸。
電光獸（ブリッツモン）【混合体】
原名Blitzmon，源自於德文Blitz，「閃電」之意。外型像似獨角仙，看似笨重但速度和機動性十分卓越，力氣也很驚人。可以飛翔，有時擔任同伴的飛行交通工具、偵查事物。
第5话純平於風之工廠尋獲其戰魂並進化為電光獸。
雷光獸（ボルグモン）
原名Bolgmon，源自於塞爾特文，「槍」之意。外表像似移動式噴射砲，雖然機動性較電光獸差許多，但擁有更強大的破壞力。
第14话時巨鯨獸曾誤吞其戰魂，後來為了解救受傷的純平而向古諾頓獸使出水炮攻擊時一併連同此戰魂噴出，故此純平搶於古諾頓獸成功搶奪此戰魂前先行收服了戰魂而進化為雷光獸，更以自己的必殺技當場擊斃並淨化了古諾頓獸。
犀甲獨角仙獸（ライノカブテリモン）
是由電光獸和雷光獸【雙重武裝/融合進化】而成的。
冰見友樹（ひみ ともき，Himi Tomoki）（聲：渡邊久美子／香港：林元春／台灣：雷碧文）
本作品男主角之一。
主角群中年齡最小，9岁，小学三年級生，無法獨自面對逆境的男孩，頭戴頂大麵包帽，有一個已就讀大學的哥哥。
來到數碼世界前是個愛哭鬼、經常受到同儕霸凌，在同儕惡意推擠進電車獸列車厢内，被迫來到數碼世界。與神原拓也相遇，拓也自願擔當的大哥哥、照顧他；源輝二和友樹哥哥想法相近、反對太溺愛友樹，進而使輝二與拓也稍起爭執。動畫後期經歷數碼世界的磨鍊及同伴間的相處，變得可靠許多、逐漸瞭解哥哥的心意，甚至拯救曾欺負自己的同儕性命、令他們對友樹改觀。
動畫未安排融合進化成巨大企鵝獸。
扫描敌人时的固定台词是「不许捉弄欺负他人！让我用这数码器像冰一般凝固勇气来净化你吧！」（いじめ、いじわる許さない！このデジヴァイスが氷のように勇気を固めて浄化する！）
後日談廣播劇講述友樹高一時準備選學生會長並向拓也請教競選相關事務。
- 【冰】

企鵝獸（ペンモン）【混合体】
在南極基地的電腦中被發現，跟企鵝相似的鳥型數碼獸。
冰熊獸（チャックモン）【混合体】
第3话友樹於蠟燭獸部落附近的冰凍峭壁中尋獲其戰魂並進化為冰熊獸。於所有人形态鬥士當中體型最小的。
巴撒獸（ブリザーモン）
原名Blizzamon，源自於英文Blizzard，「暴風雪」之意（和暴雪娛樂為同一字源）。外表像一隻猩猩，不過毛色為白色，手拿雙戰斧。
第17话友樹於離子獸的商店中嬴了遊戲，故此離子獸歸還所有暴龍機時亦已經於友樹的暴龍機中加入了此戰魂作為獎勵。
大企鵝獸（ダイペンモン）
是由冰熊獸和巴撒獸【雙重武裝/融合進化】而成的。
木村輝一（きむら こういち，Kimura Kouichi）（聲：鈴村健一／香港：蘇強文／台灣：于正昇）
本作品男主角之一，動畫中期加入。
源輝二的雙胞胎哥哥，小学五年級生，11岁。小時候父母離異、与母亲和外婆一起生活。隨母姓木村，母親（木村朋子）未改嫁並獨自養育輝一，但是因为工作量大而非常劳累。外婆臨終前告知還有一個弟弟，因為想多加瞭解認識自己的親弟弟，在找到輝二現任家庭後時常暗地觀察，進而跟隨輝二來到電車站。因未能及時與輝二（與神原拓也）搭乘電梯，心急下在樓梯上奔跑下樓、踩空摔下樓梯而失去意識，精神（靈魂）來到了數碼世界，肉體遺留在人類世界。
受到基路比獸的洗腦控制，為母親一人辛苦工作、對拋棄她的輝二與前夫產生憎恨，並收到基路比獸給予的扭曲闇屬性人形态鬥士。
在發現自己是同伴中唯一不會出現數碼條碼而困惑不已，直到从皇家騎士劍皇獸口中得知了事实真相。之后困惑的同时也对伙伴们隐瞒着这个真相。
第48话為眾人擋下六翅獸的生死交錯後告訴六翅獸不只是他能夠做到光與暗兩種極端力量混為一體使用之人（暗指輝二他亦有能力做到），最終因而化成靈魂並於消失前將戰魂交還給輝二使用。
第50话大結局眾人回到現實世界時黑獅獸經輝二的暴龍機告知眾人輝一沒有死，結果眾人跑到醫院找到瀕死的輝一，並因輝二的喊話而奇蹟復活。另外，第50话进化时出现了本应不在场的辉一的手，成了一个矛盾之处。
動畫沒有獸形态鬥士凱撒獅子獸的進化畫面（因此其人形态鬥士進化畫面以其他人的獸形态鬥士進化畫面描繪），未安排融合進化成帝獅獸。
扫描敌人时的固定台词是「混乱而邪恶的心灵啊，湮没在黑暗中长眠吧！让我用这数码器净化你吧！」（乱されし邪悪な心よ、闇に埋もれて眠るがいい！このデジヴァイスで浄化する！）
後日談廣播劇講述輝一想報考醫學院，並在模擬考試取得好成績。
- 【闇】

黑獅獸（レーベモン）【混合体】
原名Lewemon，源於德文Lewe，「獅子」之意。正義的黑騎士，由原本代表闇的人形态戰魂暗黑獸淨化而成，手上的長矛是由古代獅身人面獸的尾巴變成的。
第33话輝二的暴龍機釋放出此戰魂並直接傳送到輝一的暴龍機，從而進化為黑獅獸。第48话輝一於消失前將戰魂交還給輝二使用。
凱撒獅子獸（カイザーレオモン）
原名Kaizareomon，源於德文Kaiser，「君主」之意，別名「漆黑的獅子」，由原本代表闇的獸形态戰魂黑鷹獸淨化而成，身體覆蓋了非常硬的特殊金屬「凱旋數碼合金」。
第33话輝二的暴龍機釋放出此戰魂並直接傳送到輝一的暴龍機。於動畫中未有直接進化為凱撒獅子獸（都是直接從黑獅獸轉移進化而成）。第48话輝一於消失前將戰魂交還給輝二使用。
帝獅獸（ライヒモン）
是由黑獅獸和凱撒獅子獸【雙重武裝/融合進化】而成的。

### 邪惡鬥士
古諾頓獸［轉移進化］巨岩獸【土】（聲：西村朋紘／香港：馮錦堂／台灣：魏伯勤）
基路比獸的手下。在第6話首次登場。他是拓也等人最先遇到的邪惡鬥士，曾以人形态戰魂的姿態打敗拓也等人，更曾搶去小泉及友樹的戰魂。後來在第12話被炎龍獸打敗，自己的獸形态戰魂和友樹的戰魂亦被其搶去。後來追逐眾人至究極天使獸的城堡，被其重創，其後更在第14話被雷光獸消滅。在後期曾在初生鎮出現，與拓也等人對付皇家騎士。
聖樹獸［轉移進化］花龍獸【木】（聲：乃村健次／香港：陳永信／台灣：于正昇）
基路比獸的手下，十分愛吃的鬥士。在第13話首次登場，其後在第20話以獸形态戰魂花龍獸的姿態和拓也等人決戰，初期因擁有壓倒性的力量，即使以一敵五仍佔上風。但其後被對方反擊而戰敗，更被輝二搶去其獸形态戰魂。其後暗黑獸（輝一）出現，他認為沒有獸形态戰魂的聖樹獸已無利用價值，故將其消滅。口头禅是说些「小心火烛，小孩子玩火是火灾的源头」「晚上睡觉前要上厕所并刷牙」等标语。死前遺言是：「昨天的朋友是今天的敵人啊～」在後期曾在初生鎮出現，與拓也等人對付皇家騎士。
娜娜獸［轉移進化］卡瑪拉獸【水】（聲：七緒春日／香港：梁少霞／台灣：雷碧文）
基路比獸的手下，擁有很多追求者的鬥士，但全都因獸形态戰魂的醜陋而離開她，自称「女王大人」。在第13話首次登場。在第15話佈下陷阱成功奪走拓也等人的暴龍機，但卻沒有奪走小泉的暴龍機，其後和小泉開戰。在第16話得到了自己的獸形态戰魂，但卡瑪拉獸的醜陋卻令追求者全部離去，自己也控制不住獸形态戰魂而失去踪影。與小泉是死敵，後來在第26話躲在魔彈獸體內意圖打敗小泉，但最終被風神獸消滅。在後期曾在初生鎮出現，與拓也等人對付皇家騎士。
銀鏡獸［轉移進化］魔彈獸【鋼】（聲：增谷康紀／香港：鄺樹培／台灣：于正昇）
基路比獸的手下，戰鬥時常先冷靜再選合適的戰鬥方式去戰鬥的完美策略家。手上的鏡子可以吸收和反射對方的攻擊，非常難纏。表面上他效忠基路比獸，實際上暗中打算利用究極天使獸數據和拓也的戰魂，取代基路比獸，成為新數碼世界的統治者。後來他不惜犧牲自己銀鏡獸的數據，以魔彈獸姿態再度與拓也等人對戰。在第28話以銀鏡獸的姿態在魔彈獸體內和拓也開戰，被拓也質問為什麼可以和魔彈獸同時存在，銀鏡獸表示對方不需要知道，因此原因不明。後來利用究極天使獸的數據和自己合體，變成黑究極天使獸，以壓倒性的狀態擊敗火神獸和炎龍獸。但因為變成蛋的究極天使獸的力量，令拓也可以進行融合武裝進化變成火龍獸，因此戰況逆轉，黑究極天使獸被火龍獸擊敗，究極天使獸的數據也被搶回。最後銀鏡獸被火龍獸一拳消滅。在第29話，由於魔彈獸在拓也等人於他體內戰鬥時記錄了拓也等人的招式（戰狼獸的招式除外，因為戰狼獸於魔彈獸體內時，並沒有發出任何必殺技），因此他能夠發出和吸收並雙倍反彈拓也等人的招式，所以必殺技對魔彈獸沒有效用，因此一度令拓也等人一度陷入苦戰。最後被拓也看穿弱點，拓也等人利用合作攻擊打敗。在後期曾在初生鎮出現，與拓也等人對付皇家騎士。
暗黑獸［轉移進化］黑鷹獸【闇】（聲：鈴村健一）
基路比獸的手下，其真正身份為木村輝一，被基路比獸控制後形成的姿態。和其他邪惡鬥士不同，原身是人類，唯一被十鬥士等人打敗能變回原貌的邪惡鬥士。因為其黑暗力量過於強大，基路比獸才利用輝一。個性冷酷和不合群，其力量不遜其他四鬥士。曾在第21話黑暗大陸和拓也等人對戰，五人亦是令拓也第一次因對戰感受到恐懼的数码兽。後期為了解開輝二的謎團，多次主動挑戰輝二。基路比獸為了壓制光明力量，更解放其獸魂力量。最終被拓也和輝二合力打敗。

### 三大天使
炽天使兽（究極天使獸）（聲：檜山修之、荒木香衣（巴達獸）／香港：張炳強／台灣：于正昇）
究極體，三大天使之一的熾天使，最高等級的天使型数码兽。據說聖邪決戰時，統領全部的天使型数码兽，與實力相當的邪惡数码兽，七大魔王的究極魔獸進行決鬥，最終並將世界淨化。在数码兽無限地帶中，十鬥士沉睡後，擁有其中兩個鬥士的戰魂，並與其餘兩位天使掌管數碼世界，負責法律和維持秩序。在基路比獸被邪氣感染後，大舉攻擊人型数码兽，究極天使獸更被基路比獸突襲打傷，自此被封印在自己的城堡裡，一直受到冰巫師獸的保護囊守護。後來被拓也等人喚醒，可惜此時古諾頓獸等來襲，究極天使獸為保護拓也等人而被銀鏡獸暗算，慘遭自己的絕招反彈打敗，重新變回數碼蛋。曾於數碼蛋的狀態下分別為拓也及輝二創造新的進化。在拓也搶回本來屬於他的數據後，以巴達獸的姿態復活。曾以天使獸的身份與基路比獸戰鬥。
【巴達獸】→【天使獸】→【神聖天使獸】→【究極天使獸】
招式：
七重天堂：作出七個超熱光球，向敵人放射之技。
聖靈爆破：以自己的生命為代價引起宇宙大爆炸，消滅對手之奇蹟最終奧義。
座天使兽（神聖天女獸）（聲：深見梨加、淺田葉子（小狗獸）／香港：盧素娟／台灣：詹雅菁）
究極體，三大天使之一的座天使，女性型天使数码兽的最終形態。博愛的聖母，體現著神的慈愛，將邪惡淨化，並導向樂園。祂和究極天使獸的關係像是一對情侶。在数码兽無限地帶中，在十鬥士沉睡後，擁有其中三個鬥士的戰魂，並與其餘兩位天使掌管數碼世界，負責數碼世界愛的傳遞和保育生命。在基路比獸被邪氣感染後，大舉攻擊人型数码兽，神聖天女獸為使基路比獸不要傷害究極天使獸而自願被他囚禁住。為了令數碼世界回復和平，通過电子邮件向人類求助，只有拓也等人能共鸣未被基路比獸擁有的戰魂，於是她便替拓也等人的手機轉變成暴龍機、指引他們尋找戰魂和喚醒究極天使獸。後來被拓也等人救出，她很希望可以感化邪惡的基路比獸，可惜失敗，之後唯有把他消滅。不過基路比獸的邪惡力量遠遠超乎她的想像，之後被其消滅。臨終前替拓也、輝二的暴龍機進行進化，令他們可以得到更強的力量。在故事最後以成長期的小狗獸姿態復活。
【小狗獸】→【迪路獸】→【天女獸】→【神聖天女獸】
招式：
神聖水晶球：召喚十個水晶，撞擊對手之技。
終極鏢槍：淨化邪惡之心，導向樂園之技。
智天使兽（基路比獸）（聲：大友龍三郎、宍戶留美（黑大耳獸）／香港：林保全／台灣：魏伯勤）
究極體，三大天使之一的智天使，三大天使中唯一的獸型数码兽。本身性格善良而且擁有智慧，全身閃耀著白色的聖光，使有邪惡之心的人無法視祂。在数码兽最前線中，在十鬥士沉睡後，與其餘兩位天使掌管數碼世界，負責傳播數碼世界的知識和道理。擁有其中五個鬥士的戰魂。與究極天使獸及神聖天女獸意見不合，認為他不理會獸型数码兽的利益。神聖天女獸為了找出與基路比獸相處的方法，便悄悄地與究極天使獸一起商量，可惜基路比獸以為他已被孤立，而在其无意识的情况下被六翅獸吐出的邪氣魔化，在光明兽的操纵下率领众多兽型数码兽大肆進攻人型数码兽居住的地方，更暗算打傷究極天使獸，困禁神聖天女獸以勸說神聖天女獸與其合作。之後，邪惡基路比獸把他守護的斗士之魂變成邪惡鬥士，并指使他們去吞食數碼世界的數據，後來被拓也等人打敗。基路比獸曾吸收由邪惡鬥士所收集的數碼世界數據，以應付凱撒暴龍獸和鎧甲加魯魯獸，不過基路比獸被凱撒暴龍獸用劍刺穿額頭後，由凱撒暴龍獸進行淨化。不過基路比獸死後，所收集的數據全被六翅獸吸收了，這對後來六翅獸的復活有很大幫助。在故事最後以成長期的黑大耳獸姿態復活，在大结局的时候，智天使兽的样子短暂出现，告诉众人击败光明兽的方法。
【黑大耳獸】→【武兔獸】→【玉兔獸】→【基路比獸】
招式：
天國裁決：從天空召喚多道雷電，大範圍向對手落下。
雷電長矛：從手中召喚一支巨形的閃電狀長矛，猛力向敵人投擲。

### 皇家騎士
君主兽（杜納斯獸）（聲：三宅健太／香港：招世亮／台灣：于正昇→魏伯勤）
究極體，聖騎士型，數據種，皇家骑士之一，性格殘酷，為六翅獸的手下，於第47话被凱撒暴龍獸打敗。忠诚心很强，绝对会侍奉与自己所认同的正义相符的主人。即使那是被称为「恶」的存在，为了自己所认同的正义不惜舍弃生命。因此骑士道、武士道精神很强，重视忠义、信义、礼仪的性格。凭借龙一般强韧的力量和高纯度时之数码合金制造的龙铠，以无双的强度而著称。
招式：皇家龍球，呼吸武器
领主骑士兽（劍皇獸）（聲：置鮎龍太郎／香港：馮錦堂／台灣：魏伯勤→于正昇）
究極體，聖騎士型，病毒種，皇家骑士之一，性格殘酷，為六翅獸的手下，於第47话被鎧甲加魯魯獸打敗。比起善恶的基准，领主骑士兽更忠于自己所认为的「正义」，为此不择手段。如果是「用力量支配」能带来一定的和平，领主骑士兽就会从中找到价值。执行任务时有着冷酷无情的一面，对弱者也毫无怜悯。
招式：交叉鞭擊（自身高速移動，使用自身的鞭向敵人進行連續攻擊），速火砲（用右手的火槍桶發射炮彈）

### 七大魔王
光明兽（六翅獸）（聲：西原久美子／香港：曾秀清／台灣：詹雅菁）
成长期，天使型。据说在遥远的古代数码世界降临，长着孩童模样的天使数码兽。相传在数码世界还处于混沌的时代出现，给这个世界带来了秩序与和平。但是，在这之后因为光明兽的「叛乱」，迎来了漫长的黑暗时代。虽说长着孩童模样，但拥有凌驾于完全体数码兽之上的力量与睿智。据说现在光明兽的能力被三大天使分割继承着。
光明獸：墮落形態（六翅獸：墮落形態）（聲：中尾隆聖／香港：潘文柏／台灣：魏伯勤）
完全体，魔王型。圣魔兼具的究极魔王型数码兽，「七大魔王」中最强的存在。在远古挑起反叛战争，与众多魔王型数码兽一同被封印在了黑暗区域。据说其力量也超越了其他究极体，能够匹敌被称为「神」的存在。具有神明一般慈爱万物的一面，同时却也是想破坏整个世界的恶魔般相反的存在。因此，他企图破坏这个世界，继而创造一个崭新的新世界。
光明獸：撒旦形態（六翅獸：撒旦形態）（聲：中尾隆聖／香港：潘文柏／台灣：魏伯勤）
究极体，魔神型。化为启示录中出现的龙之形态，光明兽的最终形态。正如启示录中传说的那样，头上顶着七大罪之冠冕，持有能够吸收所有攻击的黑暗球体「矶汉拿（地狱）」。据说一切攻击在「地狱」面前都会无效化，当光明兽以此形态现身时世界就会灭亡。但是，光明兽的本体（光明兽：幼虫）存在于「地狱」中，撒旦形态只不过是光明兽的影子。
光明獸：幼蟲（六翅獸：幼蟲）（聲：西原久美子／香港：曾秀清／台灣：詹雅菁）
究极体，魔神型。以「影子」操纵撒旦形态的光明兽本体。潜伏在撒旦形态怀抱的黑暗球体「矶汉拿（地獄）」中，据说其存在正是光明兽邪恶的意志。因此，不管再怎么攻击光明兽：撒旦形态，都伤不到其本体光明兽：幼虫。

### 十鬥士
| 属性 | 古代十斗士     | 类型           | 力量继承给     | 数据传承给 | 半人半兽形态 | 人形态   | 兽形态     | 融合形态     | 超越形态       | 最终形态   |
| ---- | -------------- | -------------- | -------------- | ---------- | ------------ | -------- | ---------- | ------------ | -------------- | ---------- |
| 火   | 古代暴龙兽     | 古代龙型       | 龙型           | 病毒克星   | 野火兽       | 阿耆尼兽 | 布利陀罗兽 | 阿尔达兽     | 凯撒暴龙兽     | 须佐之男兽 |
| 风   | 古代彩虹兽     | 古代鸟人型     | 鸟人型、妖精型 | 风之守护者 | Ｎ／Ａ       | 仙女兽   | 舒兹兽     | 噴射風靈獸   | 凯撒暴龙兽     | 须佐之男兽 |
| 冰   | 古代大懒兽     | 古代兽型       | 哺乳型、冰雪型 | 深海救星   | Ｎ／Ａ       | 冰熊兽   | 暴雪兽     | 大企鹅兽     | 凯撒暴龙兽     | 须佐之男兽 |
| 土   | 古代火山兽     | 古代矿物型     | 矿石型、矿物型 | 自然灵魂   | Ｎ／Ａ       | 洞窟兽   | 巨人兽     | Ｎ／Ａ       | 凯撒暴龙兽     | 须佐之男兽 |
| 木   | 古代木马兽     | 古代植物型     | 植物型         | 风之守护者 | Ｎ／Ａ       | 怪树兽   | 花龙兽     | Ｎ／Ａ       | 凯撒暴龙兽     | 须佐之男兽 |
| 光   | 古代加鲁鲁兽   | 古代兽型       | 兽型           | 病毒克星   | 流光兽       | 野狼兽   | 加鲁姆兽   | 贝奥武夫兽   | 玛格纳加鲁鲁兽 | 须佐之男兽 |
| 雷   | 古代甲虫兽     | 古代昆虫型     | 昆虫型         | 自然灵魂   | Ｎ／Ａ       | 电光兽   | 雷光兽     | 犀甲独角仙兽 | 玛格纳加鲁鲁兽 | 须佐之男兽 |
| 暗   | 古代狮身人面兽 | 古代幻兽型     | 魔兽型、幻兽型 | 噩梦军团   | Ｎ／Ａ       | 黑狮兽   | 凯撒狮子兽 | 帝狮兽       | 玛格纳加鲁鲁兽 | 须佐之男兽 |
| 暗   | 古代狮身人面兽 | 古代幻兽型     | 魔兽型、幻兽型 | 噩梦军团   | Ｎ／Ａ       | 幽暗兽   | 瓦尔格兽   | 帝狮兽       | 玛格纳加鲁鲁兽 | 须佐之男兽 |
| 钢   | 古代贤者兽     | 古代突然变异型 | 突然变异型     | 钢之帝国   | Ｎ／Ａ       | 水银兽   | 十数兽     | Ｎ／Ａ       | 玛格纳加鲁鲁兽 | 须佐之男兽 |
| 水   | 古代人鱼兽     | 古代水栖兽人型 | 水栖型         | 深海救星   | Ｎ／Ａ       | 拉娜兽   | 乌贼兽     | Ｎ／Ａ       | 玛格纳加鲁鲁兽 | 须佐之男兽 |

### 其他
波高獸（聲：杉山佳寿子／香港：劉惠雲／台灣：謝佼娟）
成長期，疫苗種。
向来到炎之终端的拓也他们求助的数码兽之一。看到拓也继承了传说中的十斗士阿耆尼兽的斗士之魂后，拜托他拯救数码世界。虽然没有战斗力，但对不熟悉数码世界的拓也他们而言是可靠的向导。说话口吻稍显老气横秋，虽然是成长期数码兽，但实际年龄却不得而知。在与拓也他们的冒险中也注意到自己的向导书中所没有记录的事情，因此有了新发现他也会将其写入书中。
問答獸（聲：菊池正美／香港：李錦綸（前期）、陳欣（後期）／台灣：詹雅菁）
成長期，數據種。
在炎之终端被刻耳柏洛兽袭击的数码兽之一，与波高兽一起加入到了拓也的旅行中。总是一副没精打采慢吞吞的语速，经常没注意他就睡着了。没什么干劲也缺乏毅力，在战斗和冒险中也看不到他能派上用场，但偶尔却能敏锐地吐槽到波高兽。如果惹得波高兽不高兴，就会被他使劲弹裤腰带橡皮筋，但没怎么反省的样子。
巴达兽（聲：荒木香衣）
从炽天使兽数码蛋中孵化出来的数码兽。可能是受到孵化他的波高兽的影响，出生时就裹着腹带。相当喜欢自己的亲人波高兽，敬慕地称其为「爸爸妈」。正因为是炽天使兽的转生，虽然年幼却不同寻常地聪慧，能率先察觉到同伴的所在之处和邪恶的存在。
机车兽（Trailmon）
成为数码世界交通工具的大型数码兽。从各地的终端到终端运送数码兽和货物，有时也跨越世界之间的墙壁。除了拓也他们，邪恶斗士也经常利用机车兽移动。机车兽庞大的运输网几乎覆盖了整个数码世界，在数码世界因为光明兽消失之际，甚至残留着仅由轨道组成的网状。每条线路都有不同种类的机车兽在运行。
客车
搭载乘客用的车厢，颜色根据各种机车兽有所差异。没有车票的乘客会被强制驱逐。
货车
在各地存在着从工厂运送产品等为目的的货物线。从创始村为了避难紧急运送数码蛋时也使用了货车。

## 注解
1. ↑  舊藝名：天田真人
2. ↑  虽然知道真相的时候波高兽和问答兽就在身边一开始就知道，但被辉一堵住了嘴巴，另外辉二虽然没有掌握实情，但却留意到了辉一的状况。
3. ↑  舊藝名：寺田春日
4. 1 2  舊藝名：荒木香惠
5. ↑  源自犹太教对「灵魂」与「罪恶」的看法——相比于「违背」，犹太教的「罪」更强调「障碍」或是「异化」，人类犯罪使得人类身上的光遭到败坏，化为「壳（Qliphoth）」包裹在灵魂之外，继而使得人背离神，而这种违背也会化为一种「影子」留存于世上。